# Саут-Перис (Мен)
Саут-Перис (англ. South Paris) — переписна місцевість (CDP) в США, в окрузі Оксфорд штату Мен. Населення — 2183 особи (2020).

## Географія
Саут-Перис розташований за координатами 44°13′4″ пн. ш. 70°30′49″ зх. д. / 44.21778° пн. ш. 70.51361° зх. д. (44.217705, -70.513557).  За даними Бюро перепису населення США в 2010 році переписна місцевість мала площу 10,23 км², з яких 10,04 км² — суходіл та 0,19 км² — водойми.

## Демографія
Згідно з переписом 2010 року, у переписній місцевості мешкало 2267 осіб у 1009 домогосподарствах у складі 545 родин. Густота населення становила 222 особи/км².  Було 1093 помешкання (107/км²).
Расовий склад населення:
| - 94,8 % — білих - 0,9 % — азіатів - 0,7 % — корінних американців - 0,5 % — чорних або афроамериканців |

До двох чи більше рас належало 2,5 %. Частка іспаномовних становила 1,6 % від усіх жителів.
За віковим діапазоном населення розподілялося таким чином: 21,2 % — особи молодші 18 років, 57,3 % — особи у віці 18—64 років, 21,5 % — особи у віці 65 років та старші. Медіана віку мешканця становила 42,8 року. На 100 осіб жіночої статі у переписній місцевості припадало 90,5 чоловіків;  на 100 жінок у віці від 18 років та старших — 84,3 чоловіків також старших 18 років.
Середній дохід на одне домашнє господарство  становив 39 764 долари США (медіана — 25 256), а середній дохід на одну сім'ю — 42 840 доларів (медіана — 34 688). За межею бідності перебувало 28,0 % осіб, у тому числі 30,1 % дітей у віці до 18 років та 15,1 % осіб у віці 65 років та старших.
Цивільне працевлаштоване населення становило 1000 осіб. Основні галузі зайнятості: освіта, охорона здоров'я та соціальна допомога — 29,3 %, виробництво — 25,2 %, роздрібна торгівля — 14,8 %, мистецтво, розваги та відпочинок — 8,2 %.